# Félix Archimède Pouchet
Félix Archimède Pouchet (Rouen, 26 agosto 1800 – Rouen, 6 dicembre 1872) è stato un naturalista francese.
Docente all'università di Rouen dal 1838, è noto per aver sostenuto strenuamente la teoria della generazione spontanea opponendosi a Louis Pasteur.
Grande studioso dei Mammiferi, lavorò anche nel campo della botanica.